# Гокиели, Иван Рафаилович
Ива́н (Вано́) Рафаи́лович Гокие́ли (груз. ივანე (ვანო) რაფიელის ძე გოკიელი; 9 октября (21 октября) 1899, Тифлис, Российская империя, ныне Тбилиси, Грузия — 10 июля 1972, там же) — грузинский композитор и педагог. Отец Джемала Гокиели. Народный артист Грузинской ССР (1966).

## Биография
В 1931 году окончил Ленинградскую консерваторию (профессора Владимир Щербачёв, Христофор Кушнарёв и Максимилиан Штейнберг). В 1923—1925 годах преподавал пение в школах Тифлиса. В 1929—1931 годах композитор, дирижёр и заведующий музыкальной частью Драматического театра имени Шота Руставели. В 1931—1937 годах главный редактор музыкального вещания Грузинского радио. В 1942 году становится преподавателем в Тбилисской консерватории, в 1946 году доцентом, а в 1964 году профессором. В 1942—1945 годах ректор, в 1958—1959 годах декан, а в 1959—1960 годах проректор консерватории. С 1946 года музыкальный руководитель филармонии. В 1938—1942 годах был председателем правления Союза композиторов Грузинской ССР. Автор романсов на стихи Александра Пушкина («В крови горит огонь желанья», «К няне», «Туча»), Иосифа Нонешвили («Где я только не бывал»), Варлама Журули («Ласточка в Самгори») и других русских и грузинских поэтов. Писал музыку к спектаклям и фильмам. Член КПСС с 1946 года.

## Сочинения
- опера «Маленький кахетинец» (1943, по одноименной поэме Акакия Церетели, Тбилиси)
- детская опера «Хрустальный башмачок» (1965, по сказке «Золушка», Тбилиси)
- детская опера «Красная шапочка» (1958, Тбилиси)
- кантата «Советской Грузии» (1961)
- 3 хореографические поэмы из балета «Витязь в тигровой шкуре» (1935—1938)
- «Танцевальная сюита» (1954)
- сюита на народные темы (1955)
- сюита «Лхини» (1931)
- сюита «Гулянка» (1931)
- септет для струнных, деревянных духовых инструментов и валторны (1931)
- музыка к фильму «Великое зарево» (1938)

## Награды и звания
- орден «Знак Почёта» (24.02.1941)
- ? — Заслуженный деятель искусств Грузинской ССР
- 1966 — Народный артист Грузинской ССР